# おっぱじめ!
『おっぱじめ!』は、阿部真央の6枚目のオリジナルアルバム。2015年2月18日にポニーキャニオンから発売された。

## 概要
オリジナルアルバムとしては『貴方を好きな私』以来約1年6ヶ月ぶり。タイトルの「おっぱじめ!」とは、茨城弁の「おっぱじめる」から付けたもの。
ベストアルバム『シングルコレクション19-24』にも収録された「Believe in yourself」、映画『小野寺の弟・小野寺の姉』の主題歌「それぞれ歩き出そう」の2曲のシングル曲を始め、アルバムのリード曲「優しい言葉」、Aimerに楽曲提供した「words」のセルフカバー、『シングルコレクション19-24』のDVDに未発表曲として収録され、本作でCD初収録となった「always」を含む全12曲を収録。
初回限定盤にはDVDが付属し、アルバムのリード曲「優しい言葉」のミュージック・ビデオ及びメイキング、対象店舗限定での特典のラジオCD『あべまおらじお【超番外編】』のメイキング、バラエティ企画「相模ナンバーのグランドキャビンに乗って相模に行ってみる企画」などが収録されている。また、初回限定盤には対象店舗限定で『あべまおらじお【超番外編】』のラジオCDが付属したものもある。
3曲目の「麹町」では、11月に行われたファンクラブのイベントで、会員のコール・アンド・レスポンスが収録されている。
7曲目の「Hello, Jewely Smile」は、アルバムリリース後に大関「花泡香」のCMソングに起用されている。
12曲目の「相模ナンバーのグランドキャビンに乗って」が終わってしばらくすると、隠しトラックとして「麹町」のギター弾き語りバージョンが収録されている。

## 収録曲
| 全作詞・作曲: 阿部真央。 |                                                                                |          |            |            |
| #                        | タイトル                                                                       | 作詞     | 作曲・編曲 | 編曲       |
| 1.                       | 「這い上がれ MY WAY」                                                          | 阿部真央 | 阿部真央   | akkin      |
| 2.                       | 「優しい言葉」                                                                 | 阿部真央 | 阿部真央   | akkin      |
| 3.                       | 「麹町」                                                                       | 阿部真央 | 阿部真央   | 和田健一郎 |
| 4.                       | 「それぞれ歩き出そう」(映画『小野寺の弟・小野寺の姉』主題歌)                   | 阿部真央 | 阿部真央   | 小森雄壱   |
| 5.                       | 「words」                                                                      | 阿部真央 | 阿部真央   | 小林信五   |
| 6.                       | 「深夜高速」                                                                   | 阿部真央 | 阿部真央   | 十川ともじ |
| 7.                       | 「Hello, Jewely Smile」(大関「花泡香」CMソング)                                | 阿部真央 | 阿部真央   | 十川ともじ |
| 8.                       | 「Marry me baby I love you」                                                   | 阿部真央 | 阿部真央   | 飯塚啓介   |
| 9.                       | 「メールのお尻にハートマーク」                                                 | 阿部真央 | 阿部真央   | 飯塚啓介   |
| 10.                      | 「always」                                                                     | 阿部真央 | 阿部真央   | 十川ともじ |
| 11.                      | 「Believe in yourself」(NHK Eテレアニメ「ベイビーステップ」オープニングテーマ) | 阿部真央 | 阿部真央   | akkin      |
| 12.                      | 「相模ナンバーのグランドキャビンに乗って」                                     | 阿部真央 | 阿部真央   | 阿部真央   |

| #  | タイトル                                                       | 作詞 | 作曲・編曲 |
| -- | -------------------------------------------------------------- | ---- | ---------- |
| 1. | 「優しい言葉 music clip」                                      |      |            |
| 2. | 「優しい言葉 music clip メイキング」                           |      |            |
| 3. | 「おっぱじめ! ジャケットメイキング」                           |      |            |
| 4. | 「優しい言葉 レコーディングドキュメント」                      |      |            |
| 5. | 「あべまおらじお【超番外編】メイキング」                       |      |            |
| 6. | 「相模ナンバーのグランドキャビンに乗って相模へ行ってみる企画」 |      |            |

## 演奏
- 阿部真央
  - Vocal
  - Background Vocals (#1.2.3.4.7.8.10.11)
  - Acoustic Guitar (#2.3.4.9.10.11.12)
  - Electric Guitar (#1)
  - 大太鼓 (#3)
  - Hand Clap (#7)
- 小寺秀樹：Pro Tools Operator (#1.3.4.6.7)
- 吉田佳史 (TRICERATOPS)：Drums (#1.2.8.9)
- 高間有一
  - Bass (#1.2.3.4.6-11)
  - Hand Clap (#7)
- akkin
  - Electric Guitar (#1.2.11)
  - Keyboards & Programming (#1.2)
- 原治武：Drums, 大太鼓 (#3)
- 和田健一郎：Electric Guitar (#3)
- 石井悠也：Drums (#4.10)
- 弥吉淳二
  - Acoustic Guitar (#4.8)
  - Electric Guitar (#4.8.9)
- 鶴谷崇：Wurlitzer, Organ (#4)
- 小森雄壱：Keyboards & Programming (#4)
- 小林信吾：Acoustic Piano (#5)
- 河村智康：Drums (#6.7)
- 西川進
  - Acoustic Guitar (#6.7)
  - Electric Guitar (#6.7.10)
- 十川ともじ
  - Keyboards & Programming (#6.7.10)
  - Hand Clap (#7)
  - Fender Rhodes, Melodion (#10)
- 皆川真人：Acoustic Piano (#8)
- 飯塚啓介
  - Keyboards, Tambourine & Programming (#8.9)
  - Wind Chime (#8)
- 桜井正宏：Drums (#11)
- 山本健太：Acoustic Piano (#11)
- 寺尾修一郎：Pro Tools Operator (#11)